# مصنع آزوف ستال
مصنع آزوف ستال قالب:بالأوكرانية و(بالروسية: "Металлургический комбинат "Азовста́ль) هو واحد من أكبر مصانع التعدين في قارة أوروبا ويقع مدينة ماريوبول في أوكرانيا. في 19 أبريل 2022 اقتحمت القوات الروسية المصنع. تم تدمير المصنع بالكامل تقريبًا بواسطة الطائرات الروسية أثناء الغزو الروسي لأوكرانيا وحصار ماريوبول.

## الإنتاج
يحتوي المصنع على العديد من أفران الصهر وينتج فحم الكوك وبه مصنع للتلبيد ومجمع لصناعة الصلب.

## روابط خارجية
- الموقع الرسمي
- Azovstal in figures